# Hnöttóttaalda
Hnöttóttaalda är ett berg i republiken Island. Det ligger i regionen Suðurland, 170 km öster om huvudstaden Reykjavík. Toppen på Hnöttóttaalda är 788 meter över havet, eller 162 meter över den omgivande terrängen. Bredden vid basen är 3,4 km.
Trakten runt Hnöttóttaalda är nära nog obefolkad, med mindre än två invånare per kvadratkilometer. Det finns inga samhällen i närheten. Trakten runt Hnöttóttaalda är ofruktbar med lite eller ingen växtlighet.